# Géronstèrebron

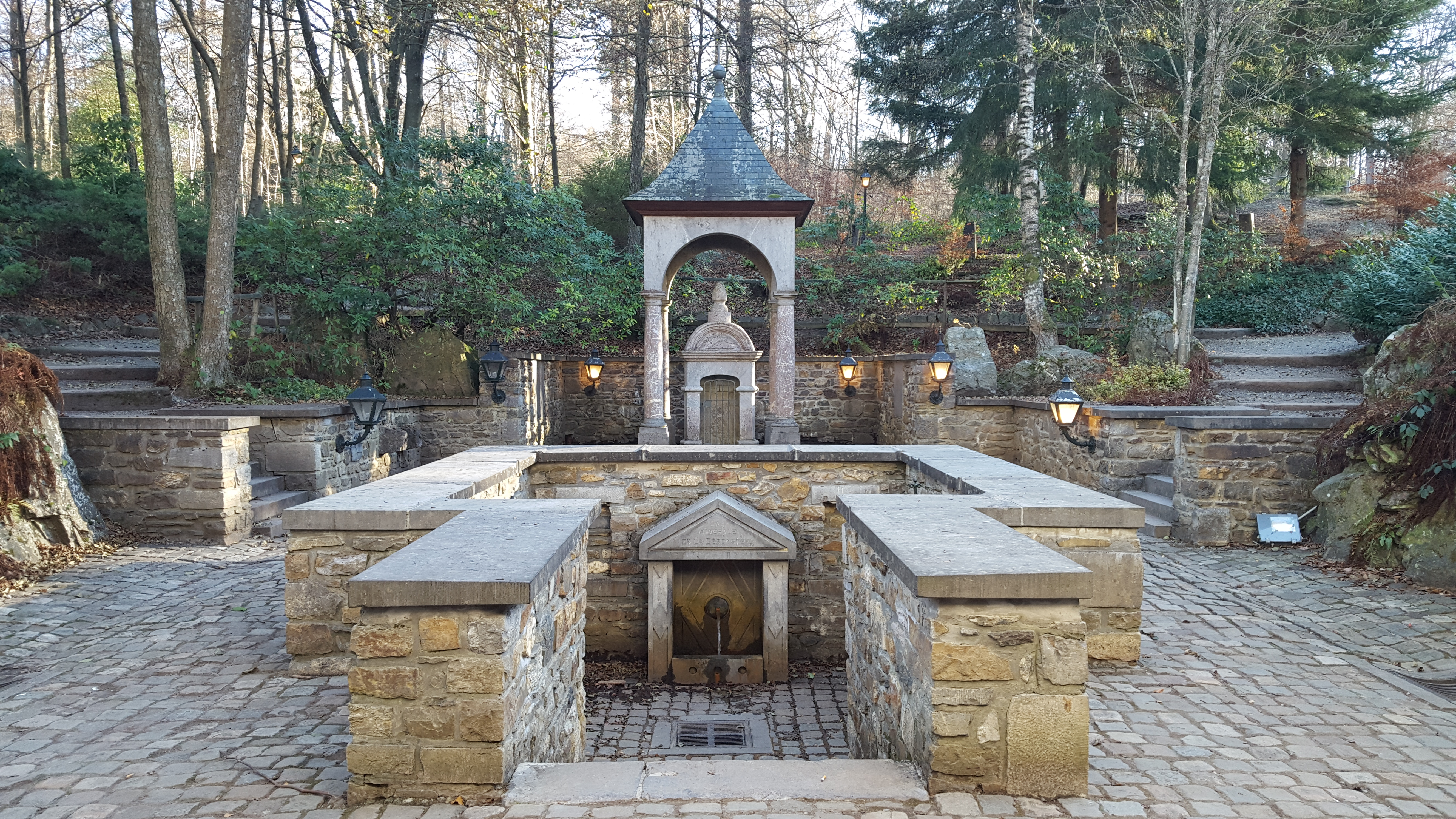
De Géronstèrebron

De Géronstèrebron (Frans: Source de la Géronstère) is een bron in de Belgische gemeente Spa. De bron ligt ten zuiden van Spa in het bos, vlak bij de plek waar de Chemin des Fontaines en Route de la Géronstère op de Rue de Barisart uitkomen. Het water van de bron is afkomstig uit het Veen van Malchamps.
De bron heeft als bijnaam l’Enragée (het razende water) en zou door tsaar Peter de Grote regelmatig bezocht zijn. Het water heeft een zwavelsmaak en het ijzerhoudende en koolzuurhoudende water wordt in de volksmond aanbevolen voor aandoeningen van de luchtwegen.
De bron ligt op een hoogte van 400 meter. Het riviertje de Géronstère voert het water de helling af richting Spa.
Op ongeveer een kilometer naar het noordwesten ligt de Barisartbron, op ongeveer 700 meter naar het noordoosten ligt de bron Pouhon Pia en aan het andere uiteinde van de Chemin des Fontaines liggen de Sauvenièrebron en Groesbeekbron.

## Complex
Het broncomplex bestaat uit een verlaging waarin de bron zich bevindt met in de richting waarheen het water wegstroomt (noordwestzijde) een gebouw (restaurant). Het onderste deel van de verlaging is ommuurd met daarbinnen een nis met daarin een put onder een koepel op vier zuilen, met in het noordwestelijke verlengde hiervan een tweede verlaging omgeven door een muur. Binnen deze tweede ommuurde verlaging komt water uit de muur, de bron, met erboven de inscriptie Eau minerale de Géronstère.

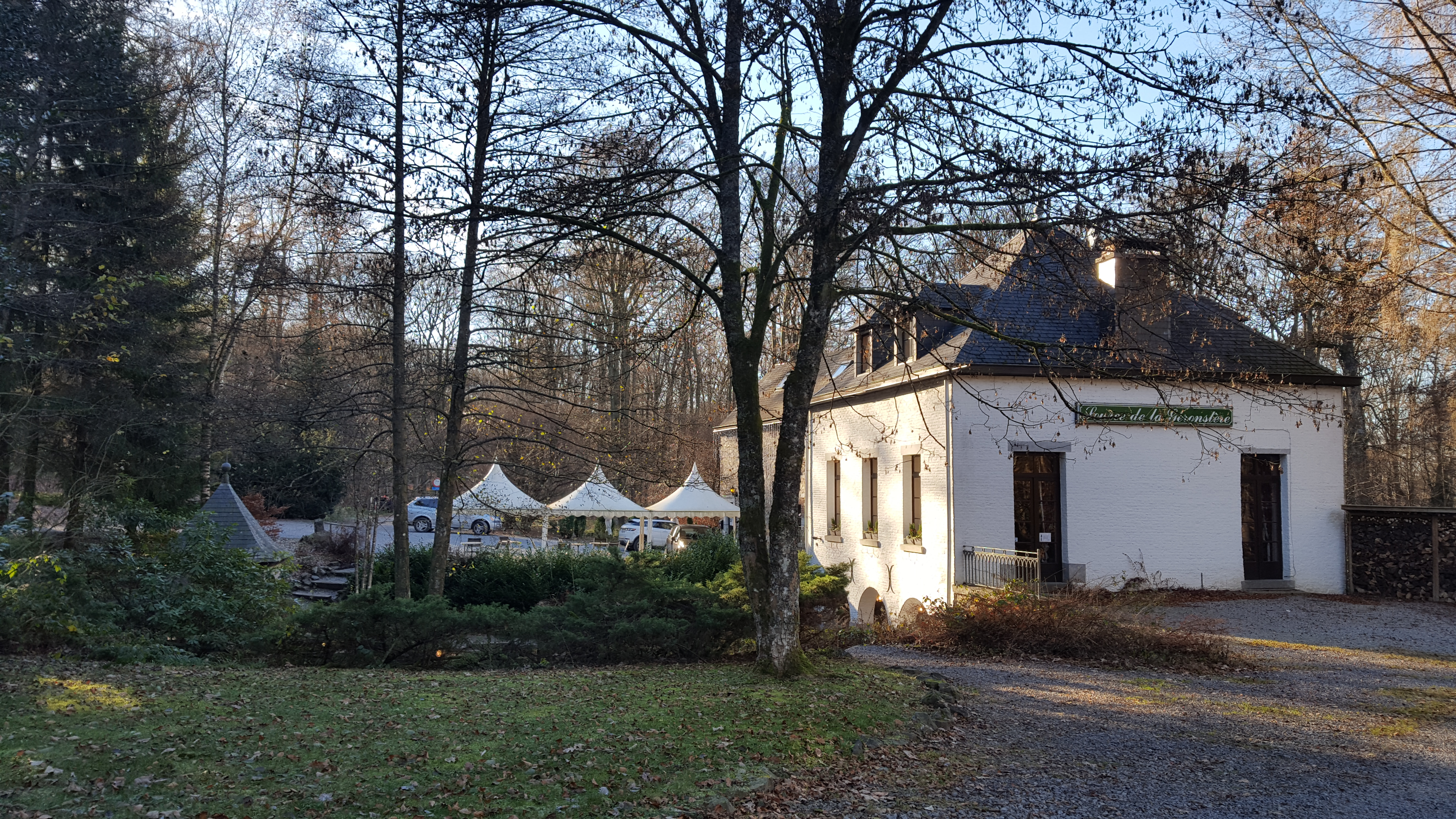
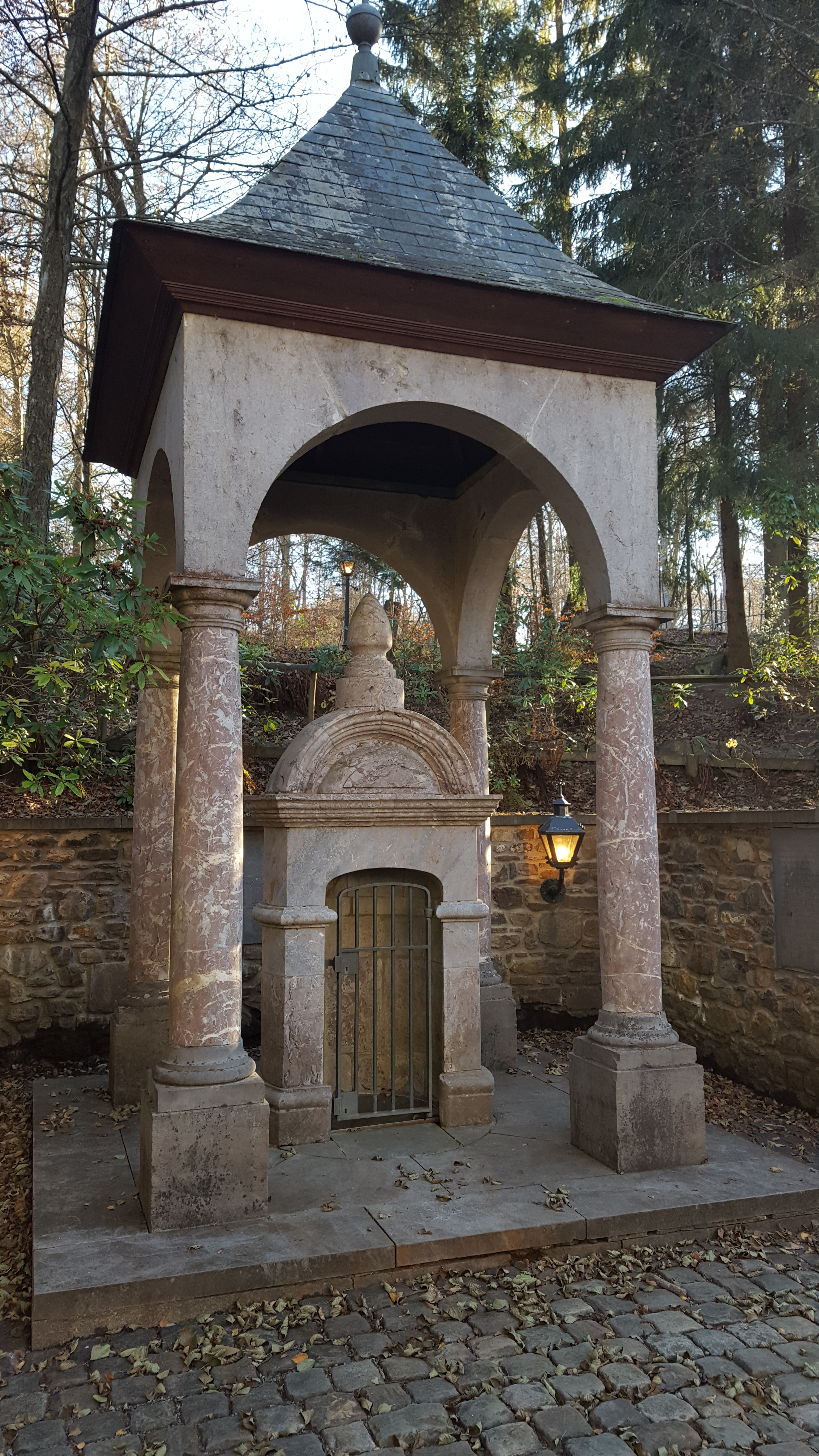
Nis met koepel op vier zuilen
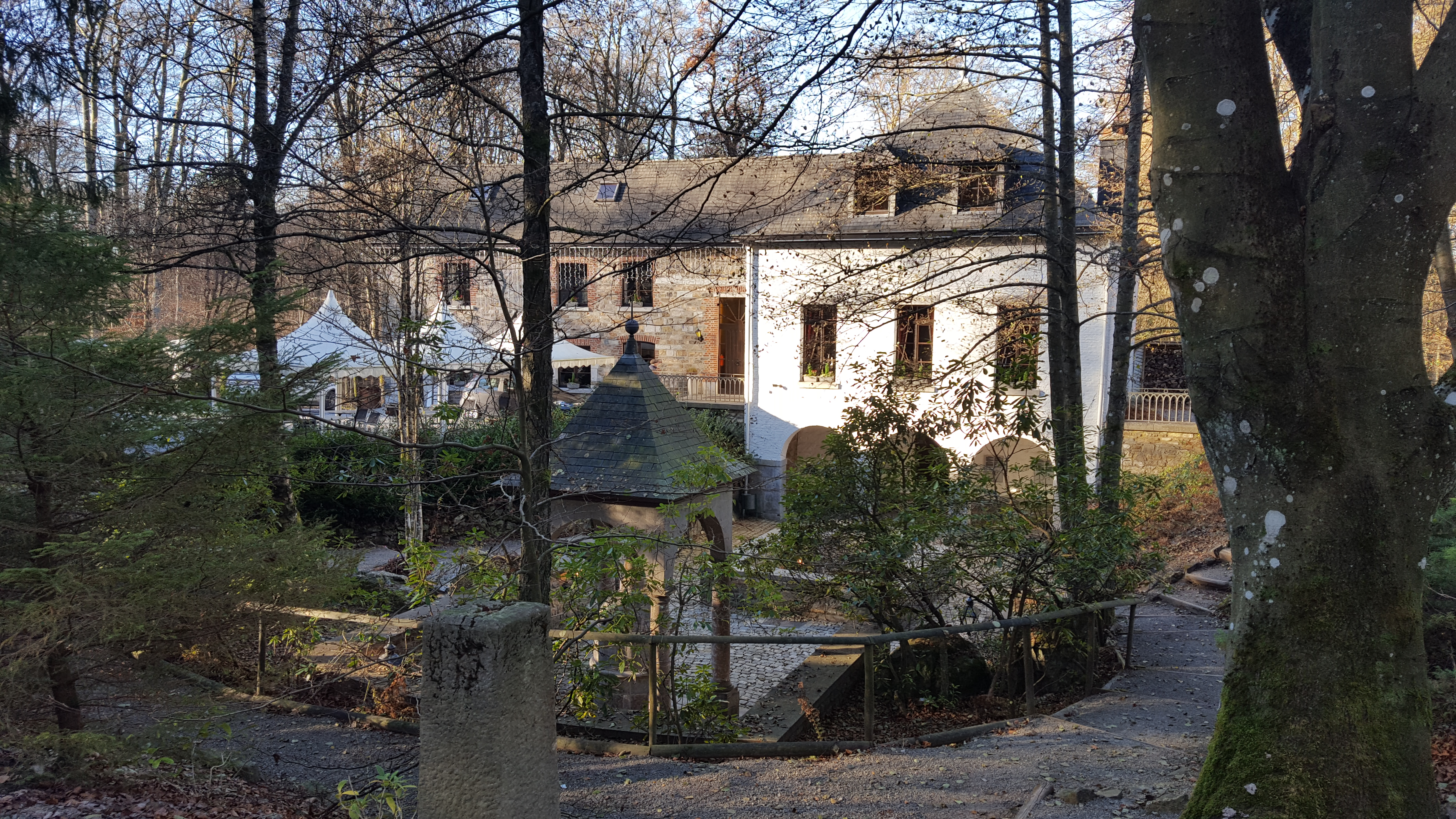
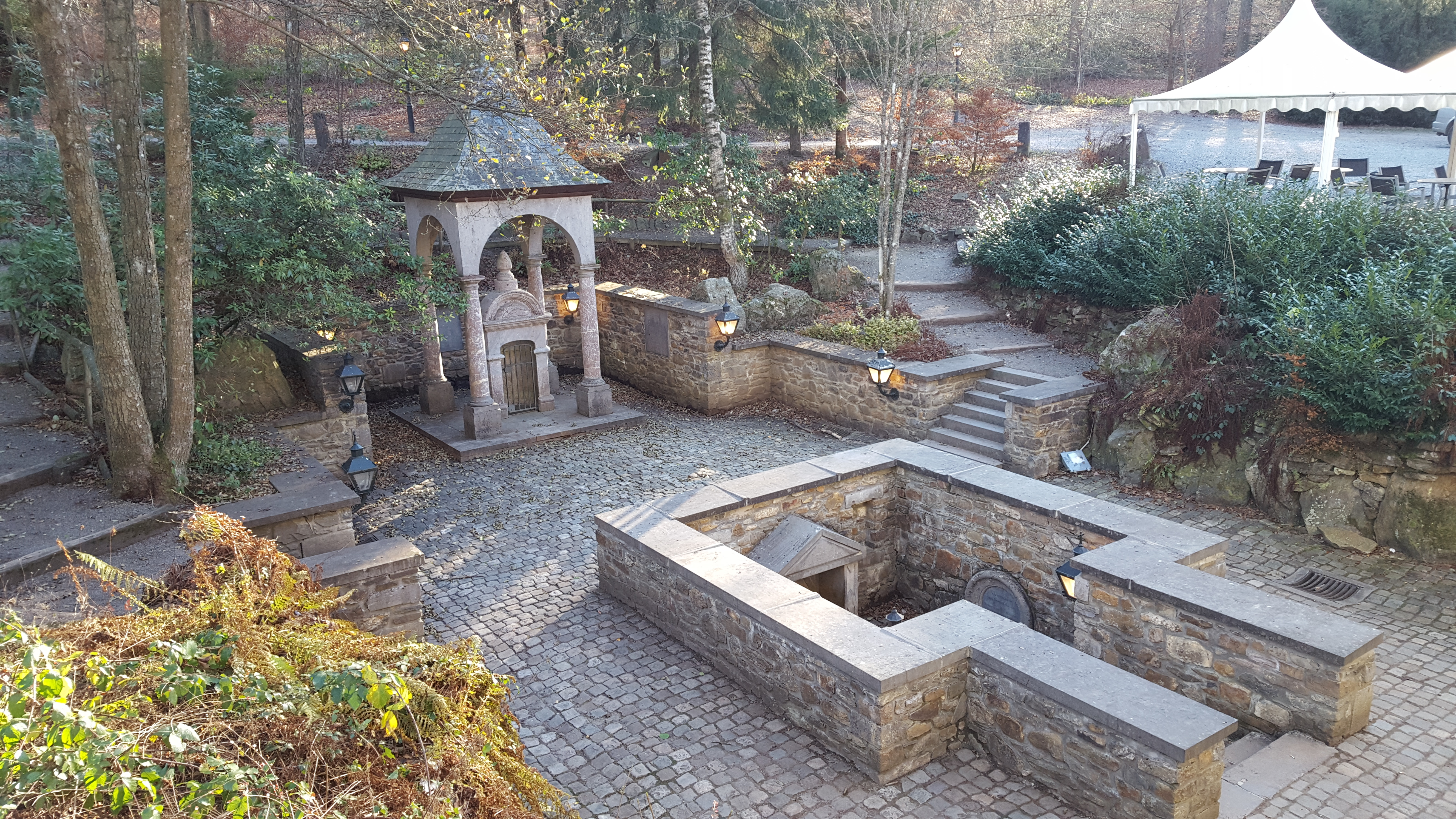
Gezien vanaf het gebouw
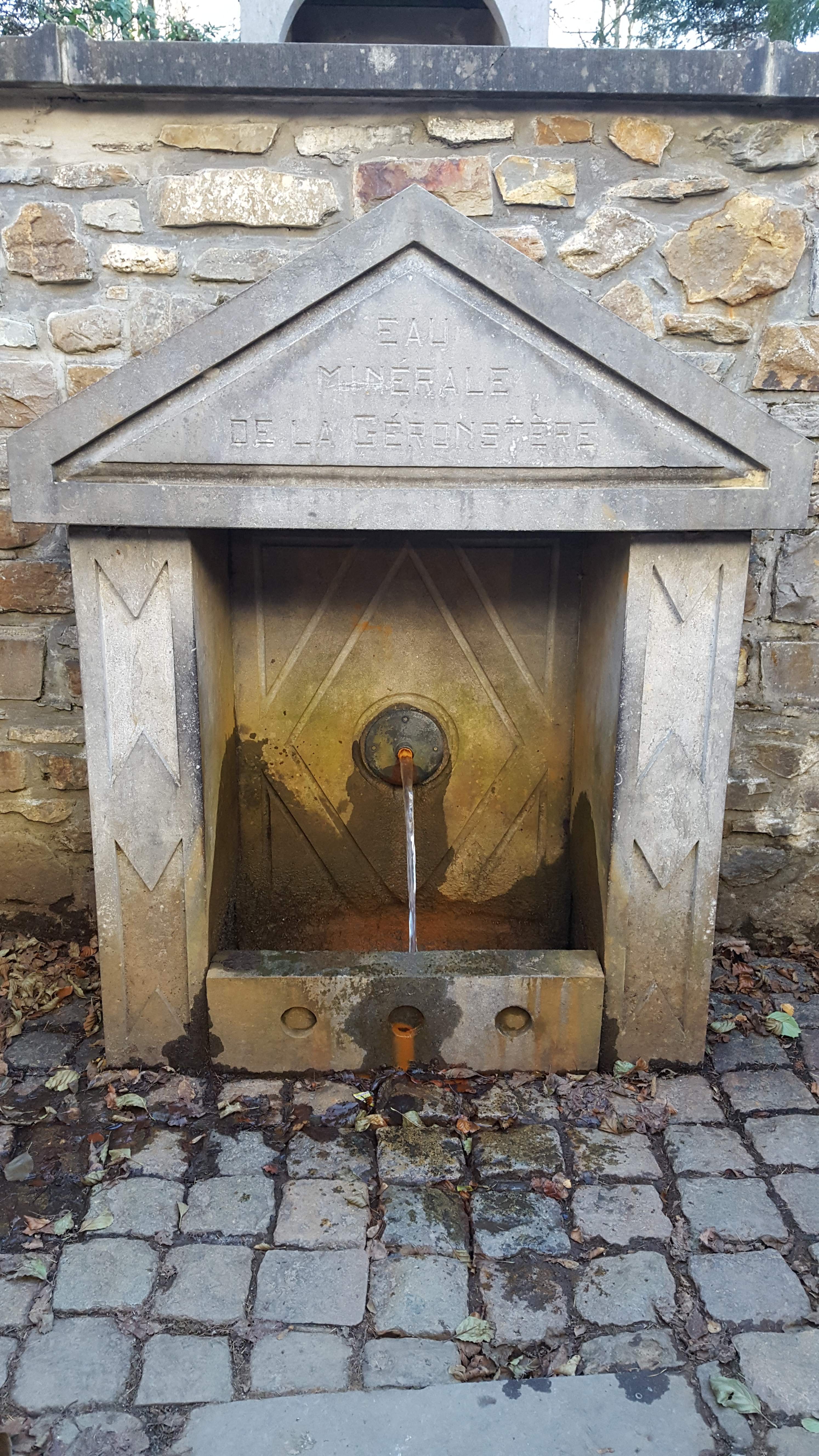
Het water

## Geschiedenis
In 1559 wordt de bron genoemd door Gilbert Limborch in zijn werk over de zure bronnen van de Ardense bossen.
In 1646 werd er een klein huisje bij de bron gebouwd.
In 1651 laat graaf Conrad von Burgsdorff een bescherming aanbrengen door er een nis te bouwen met een marmeren koepel die ondersteund werd door vier rood-marmeren zuilen. 
In 1735 bouwde men een groter gebouw waarbij er een overdekte galerij naar de bron werd aangelegd. In 1832 werd er een ijskelder gebouwd.
In 1749 werd er een weg aangelegd waardoor de bron goed bereikbaar werd.
In 1893 werd het gebouw door een brand verwoest. Het kleine marmeren gebouwtje werd toen toegewezen aan Pouhon Pia.
In 1975 besloot de stad Spa tot een herstructurering van de bron naar voorbeeld van hoe het er in de 18e eeuw gedaan was. François Bourotte werd de architect van deze herstructurering.

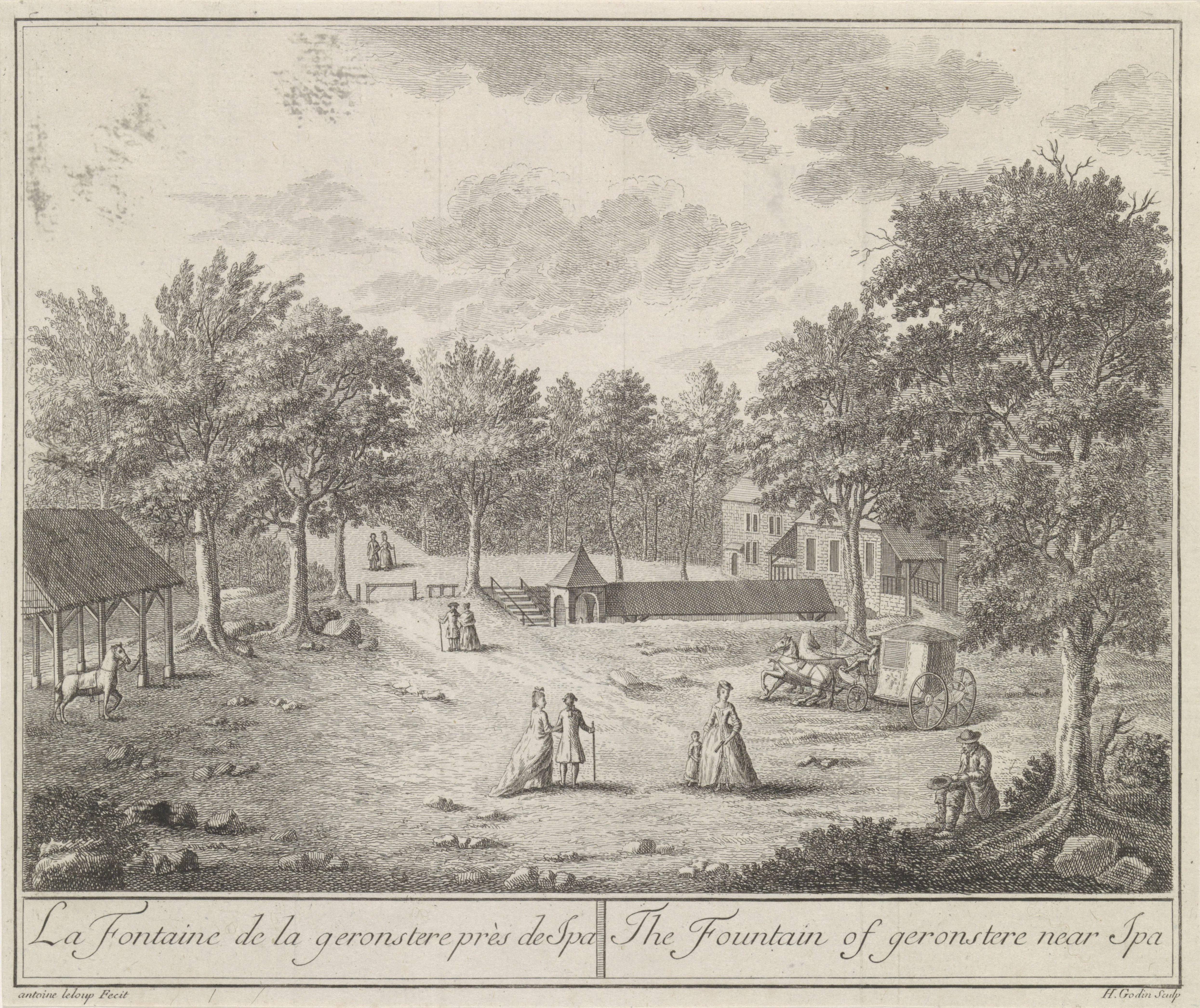
De bron in de 17e eeuw door H.J. Godin, naar Antoine Leloup
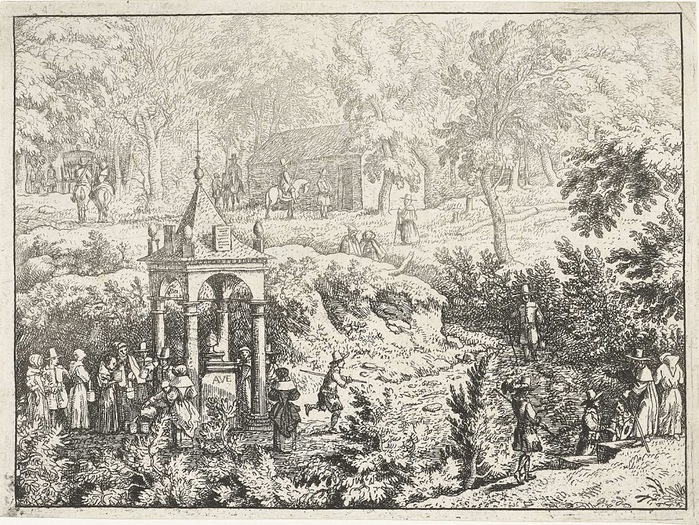
De bron in de 17e eeuw door Allaert van Everdingen
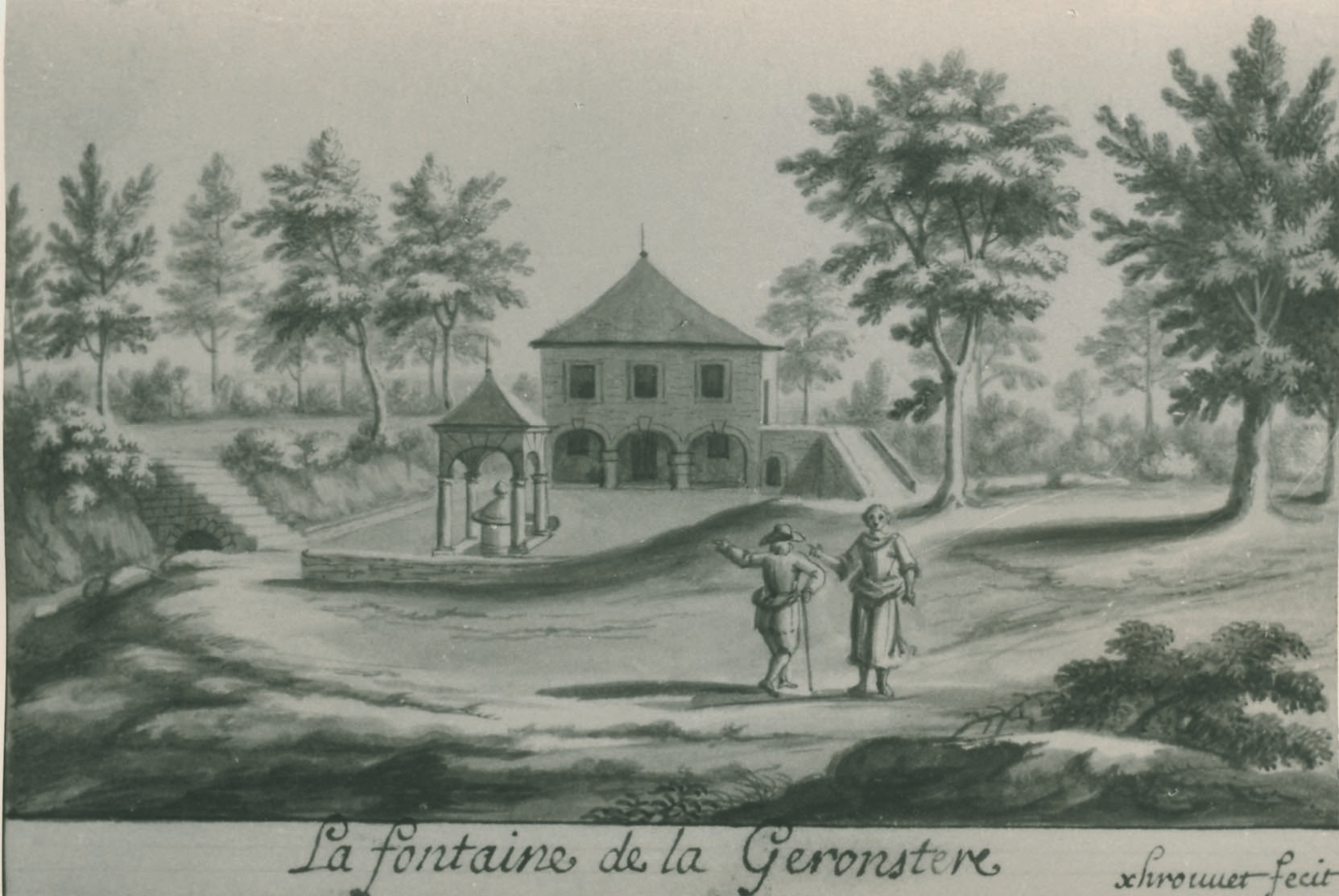
De bron rond 1735 door Joseph Xhrouet